# مسجد بيرون أبر قو
مسجد بيرون أبر قو هو مسجد تاريخي يعود إلى عصر القرن الثاني الهجري، ويقع في أبر كوه.